# Граф Яо
Граф Яо — вид геометрического остова, взвешенный неориентированный граф, соединяющий множество геометрических точек со свойством, что для любой пары точек в графе кратчайший путь между ними имеет длину не превосходящую на постоянный множитель их евклидова расстояния.
Назван в честь Эндрю Яо.

## Описание
Основная идея построения двухмерного графа Яо заключается в окружении каждой точки равномерно распределёнными лучами, разбивая плоскость на сектора с равными углами, и соединении каждой точки с её ближайшими соседями в каждом из этих секторов. С графом Яо связан целочисленный параметр {\displaystyle k\geqslant 6}, который равен числу лучей и секторов, описанных выше. Большее значение k даёт более точное приближение к евклидову расстоянию. Коэффициент растяжения не превосходит {\displaystyle 1/(\cos \theta -\sin \theta )}, где {\displaystyle \theta } равен углу секторов. Та же идея может быть распространена на множества точек в размерностях, больших двух, но число требуемых секторов растёт экспоненциально с ростом размерности.
Эндрю Яо использовал эти графы, чтобы строить евклидовы минимальные остовные деревья в пространствах высокой размерности.

## Программы рисования графов Яо
- Остова на основе конусов в Библиотеке Алгоритмов Вычислительной Геометрии (Computational Geometry Algorithms Library, CGAL) Архивная копия от 27 марта 2019 на Wayback Machine